# Ana da Saxônia (1903–1976)
Ana da Saxônia (em alemão:  Anna Monika Pia; Lindau, 4 de maio de 1903 — Munique, 8 de fevereiro de 1976), foi uma Princesa da Saxônia, filha mais nova do rei Frederico Augusto III da Saxônia e de sua esposa, a arquiduquesa Luísa da Áustria-Toscana, casada com o arquiduque José Francisco da Áustria, filho mais velho de José Augusto da Áustria.

## Família
Ana foi a terceira filha, sexta e última criança nascida do príncipe Frederico Augusto da Saxônia, futuro rei Frederico Augusto III e da arquiduquesa da Áustria, Luísa da Toscana. Os seus avós paternos eram o rei Jorge da Saxônia e a infanta Maria Ana de Bragança. Os seus avós maternos eram o grão-duque Fernando IV da Toscana e a princesa Alice de Bourbon-Parma.
Foi especulado que Ana poderia ter sido filha de André Giron, um tutor de francês.

## Biografia
Ela nasceu durante a separação de seus pais, após Luísa deixar a Saxônia sem os filhos, em 9 de dezembro de 1902, grávida de Ana. Após o nascimento ela foi enviada para a corte, onde foi criada junto a seus irmãos.
Em 4 de outubro de 1924, aos 21 anos, Ana casou-se com José Francisco, de 29, no Palácio Sibyllenort, em Silésia, na Alemanha. O arquiduque era filho de José Augusto da Áustria, regente da Hungria e da princesa Augusta Maria Luísa da Baviera.
O casal teve oito filhos, quatro meninos e quatro meninas. José Francisco faleceu em 25 de setembro de 1957, aos 62 anos, na cidade portuguesa de Carcavelos.
Em 28 de julho de 1972, em Genebra, na Suíça, Ana casou-se com Reginald Kazanjian numa cerimônia civil, e em 9 de setembro de 1972, em Veyrier, eles se casaram no religioso. Não teve mais filhos.
A princesa faleceu no dia 8 de fevereiro de 1976, aos 72 anos.

## Descendência
- Margarida da Áustria (17 de agosto de 1925 - 3 de maio de 1979), foi esposa de Alexandre Erba-Odescalchi, Príncipe de Monteleone, com quem teve uma filha, Sibila;
- Ilona da Áustria (20 de abril de 1927 - 12 de janeiro de 2011), foi casada com o duque Jorge Alexandre de Mecklemburgo, de quem se divorciou em 1974. Teve quatro filhos;
- Ana Teresa Gabriela da Áustria (19 de abril de 1928 - 28 de novembro de 1984), não se casou e nem teve filhos;
- José Árpade da Áustria (8 de fevereiro de 1933 - 30 de abril de 2017), foi marido da princesa Maria de Löwenstein-Wertheim-Rosenberg, com quem teve oito filhos;
- Estêvão Domênico Anton Humberto da Áustria (n. 1 de julho de 1934), marido de Maria Anderl, com quem teve dois filhos;
- Maria Kynga Beatriz da Áustria (n. 27 de agosto de 1938), esposa de Ernst Kiss, com quem teve dois filhos;
- Géza Ladislau da Áustria (n. 14 de novembro de 1940), foi marido de Monika Decker, de quem se divorciou em 1991, com quem teve três filhos. Sua segunda esposa foi Elizabeth Jane Kunstadter;
- Miguel Coloman da Áustria (n. 5 de maio de 1942), casado com a princesa Cristiana de Löwenstein-Wertheim-Rosenberg, com quem teve três filhos.

## Títulos e estilos
- 4 de maio de 1903 – 4 de outubro de 1926: Sua Alteza Real Princesa Ana da Saxônia, Duquesa da Saxônia
- 4 de outubro de 1926 – 28 de julho de 1971: Sua Alteza Imperial e Real Arquiduquesa Ana Mônica, A Arquiduquesa José Francisco da Áustria, Princesa da Saxônia
- 28 de julho de 1971 – 8 de fevereiro de 1976: Sua Alteza Real Princesa Ana da Saxônia, Duquesa da Saxônia